# I Fileleftheri
I Fileleftheri (Οι Φιλελεύθεροι - Die Liberalen) wurden 2001 gegründet und waren damals die einzige politische Partei Griechenlands, die sich selbst als liberal sah. In ihrem Programm war sie den mittel- und westeuropäischen liberalen Parteien ähnlich. Kernthesen waren höchstmögliche Freiheit des Einzelnen bei mehr „Verantwortung“ (im Sinne von individueller Eigenverantwortlichkeit, weniger gesellschaftlicher Verantwortung und Reduzierung öffentlicher Transferleistungen). Dabei forderte die Partei einen radikalen Umbau des Staates und des Beamtenapparats, einen Abbau der Bürokratie, den Rückzug des Staates aus der Wirtschaft und Senkung der Staatsquote sowie Steuersenkungen.
Bei den Parlamentswahlen 2004 erreichte die Partei lediglich 0,04 % bei 2.658 landesweiten Stimmen.
Im Jahre 2007 wurde die Partei aufgelöst.
Siehe auch: Politische Parteien in Griechenland